# GoShare
GoShare為Gogoro推出之電動機車共享服務平台，採24小時隨訂隨還之租借服務，用戶需要移動時，可以使用GoShare APP尋找身邊的電動機車，隨訂隨用。
目前主要在臺灣地區提供服務，已經擴及多個城市，GoShare DOTS為同站租用不可跨站還車，而GoShare本身採無站點，不固定式佈放並可跨區域，使用者只要在營運區域內停在合法的機車格內歸還即可。行駛過程中若遇到電力不足，亦可使用GoStation電池交換站進行電池交換。
截至2025年7月，目前Goshare有在當地提供車輛租借服務涵蓋的行政區(不限類型)：
- 基隆市：中正(八斗子)
- 台北市：全區
- 新北市：三芝、石門、金山、萬里、瑞芳、貢寮、淡水、八里、蘆洲、三重、新莊、土城(亞東醫院)、板橋、中和、永和、新店、林口
- 桃園市：桃園、中壢、大園、蘆竹、龜山、平鎮、八德
- 新竹地區：新竹市、竹北、寶山(竹科)
- 台中市：台中市區、北屯、西屯、南屯、大里、太平、烏日、清水、沙鹿、龍井、潭子、豐原
- 雲林縣：斗六、斗南、虎尾、土庫、北港、古坑
- 台南市：台南市區、安平、永康、歸仁(台南高鐵站)、仁德(台南機場)
- 高雄市：鼓山、鹽埕、前金、前鎮、苓雅、鳳山、三民、左營、新興

## 發展
- 2016年8月：Gogoro與德国博世公司旗下的COUP共享機車（德语：Coup (Unternehmen)）合作於柏林推出共享機車服務，首批投入200台Gogoro 1進行營運。[3]
- 2017年9月：Gogoro與日本住友商事合作於石垣島推出共享機車服務。[4][5]
- 2019年7月：Gogoro執行長陸學森正式宣佈GoShare品牌成立。陸學森提到這是全球第一個「端到端」的共享車輛平台服務，整合Gogoro智慧雙輪、Gogoro Network智慧電池交換平台、GoShare APP軟體解決方案，為都市短程旅運需求打造全新移動體驗。[6][7]
- 2019年8月：GoShare營運的起步自桃園市開始，首批開通桃園、中壢、桃園高鐵站、龜山、八德營運區，並投入1000輛Gogoro 2電動機車提供租借。[8][9]
- 2019年10月：GoShare隨後正式在台北市營運，同時投入Gogoro VIVA、Gogoro 2兩個車款在台北與桃園提供服務，預計2019年底前投入3000輛車至台北市。[10]
- 2020年4月：GoShare DOTS進駐新北市青春山海線，採定點租還方式提供服務。
- 2020年6月1日：桃園市開通蘆竹南崁營運區。
- 2020年6月30日：開通臺南市區營運區，首波投放包括宏佳騰Ai-1 Comfort、Gogoro 2、Gogoro VIVA車款在內共200輛車提供服務。
- 2020年7月30日：新北市首批開通蘆洲、三重、新莊、板橋、中和、永和、新店、林口營運區，並投入Gogoro 3車款。
- 2020年10月8日：進入雲林縣，首批地區為虎尾、斗六、斗南，使用Gogoro 3車款。
- 2020年12月21日：臺南市開通第二批，永康、高鐵台南站、台南航空站營運區。
- 2021年1月21日：GoShare駐點高雄市，率先營運的區域為：新興、前金、苓雅、三民、鼓山、前鎮、鳳山、左營、鹽埕，首批投放700輛車投入服務。
- 2021年4月：臺北市開放北投關渡營運區，桃園市擴大開放龜山、八德區公所周邊營運區。
- 2021年4月1日：於台北、新北市區已有的營運區再投入150輛Gogoro VIVA MIX車款。
- 2021年12月：Goshare與印尼最大的移動服務平台Gojek（英语：Gojek）簽署合作備忘錄，投放250輛Gogoro 2在首都雅加达，正式進軍东南亚。[11]
- 2022年8月30日：於臺中市區與高鐵台中站營運，首發為Gogoro VIVA MIX車款。
- 2022年10月：臺中市開通第二批，豐原、潭子、沙鹿、清水營運區。
- 2022年10月3日：原擔任Gogoro旗下GoShare新事業總監 姜家煒 升任台灣市場總經理，負責整合Gogoro旗下三大事業，包含Gogoro產品銷售、電動機車售後服務；智慧能源網路Gogoro Network與共享服務GoShare的營運與維護。
- 2023年10月：雲林縣開通第二批地區，北港、土庫、古坑營運區。
- 2024年4月17日，於新竹市、新竹科學園區、竹北市開通營運，首發為Gogoro JEGO車款。
- 2024年7月：新北市開通八里營運區。
- 2024年9月：Goshare推出暫停模式。
- 2024年11月：Goshare推出日租方案。

## 車款
GoShare目前共有輕型Gogoro VIVA、Gogoro JEGO與普通重型Gogoro 2、Gogoro 3、Gogoro VIVA MIX及宏佳騰Ai-1 Comfort等車款。
其中宏佳騰Ai-1 Comfort只在台南地區提供租借。

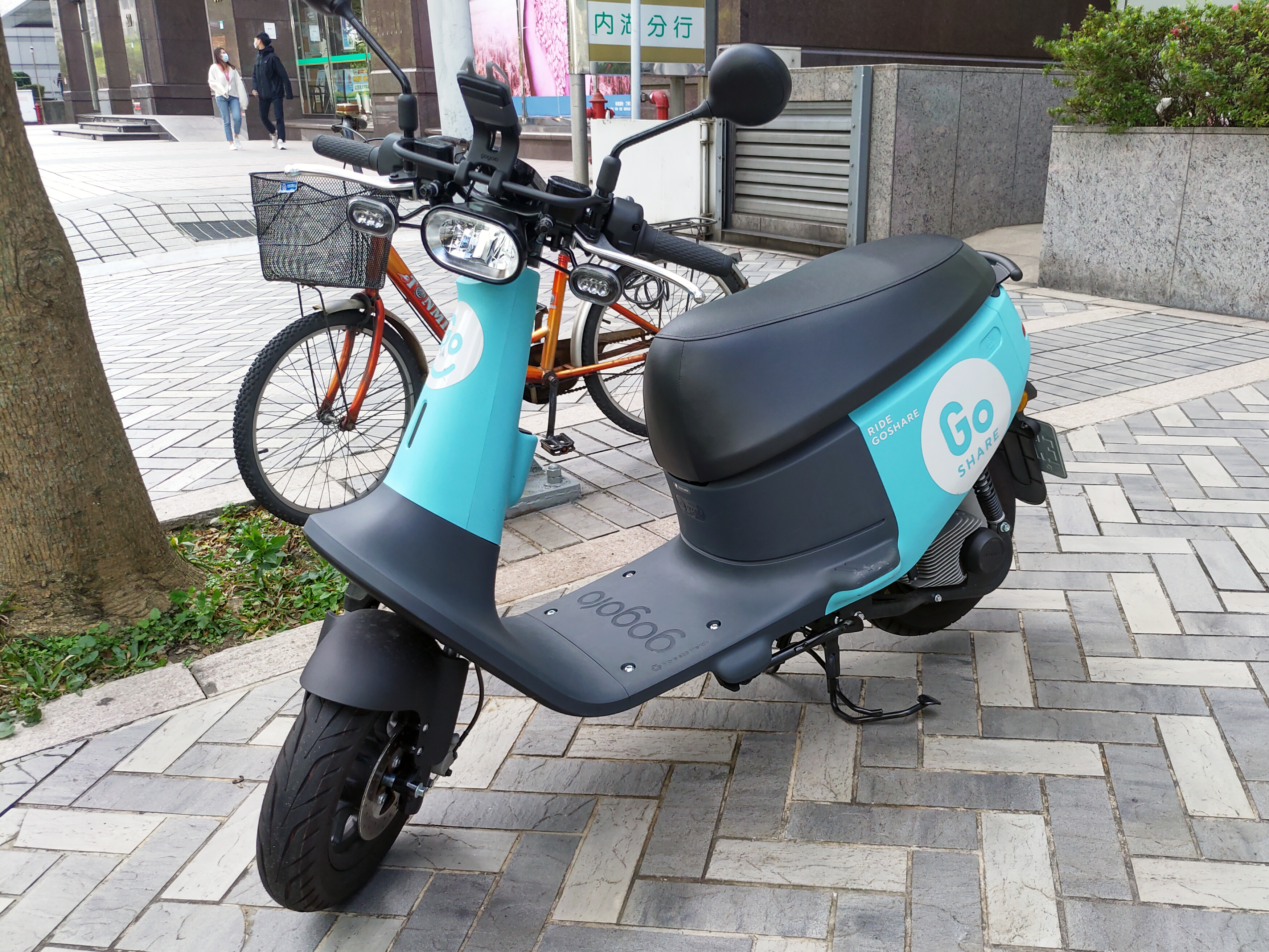
Gogoro VIVA外觀
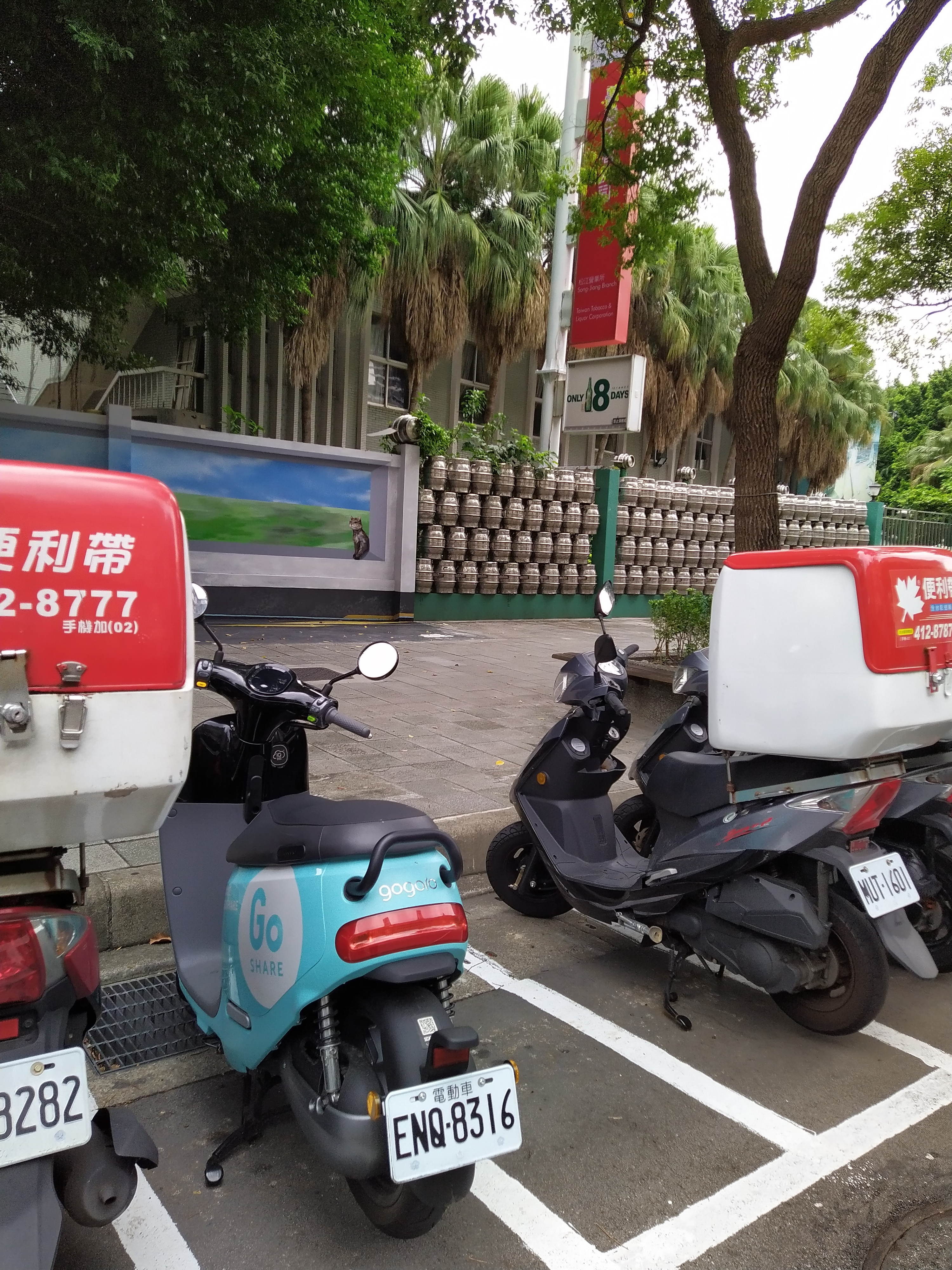
停放於車格內的Gogoro 2 Plus
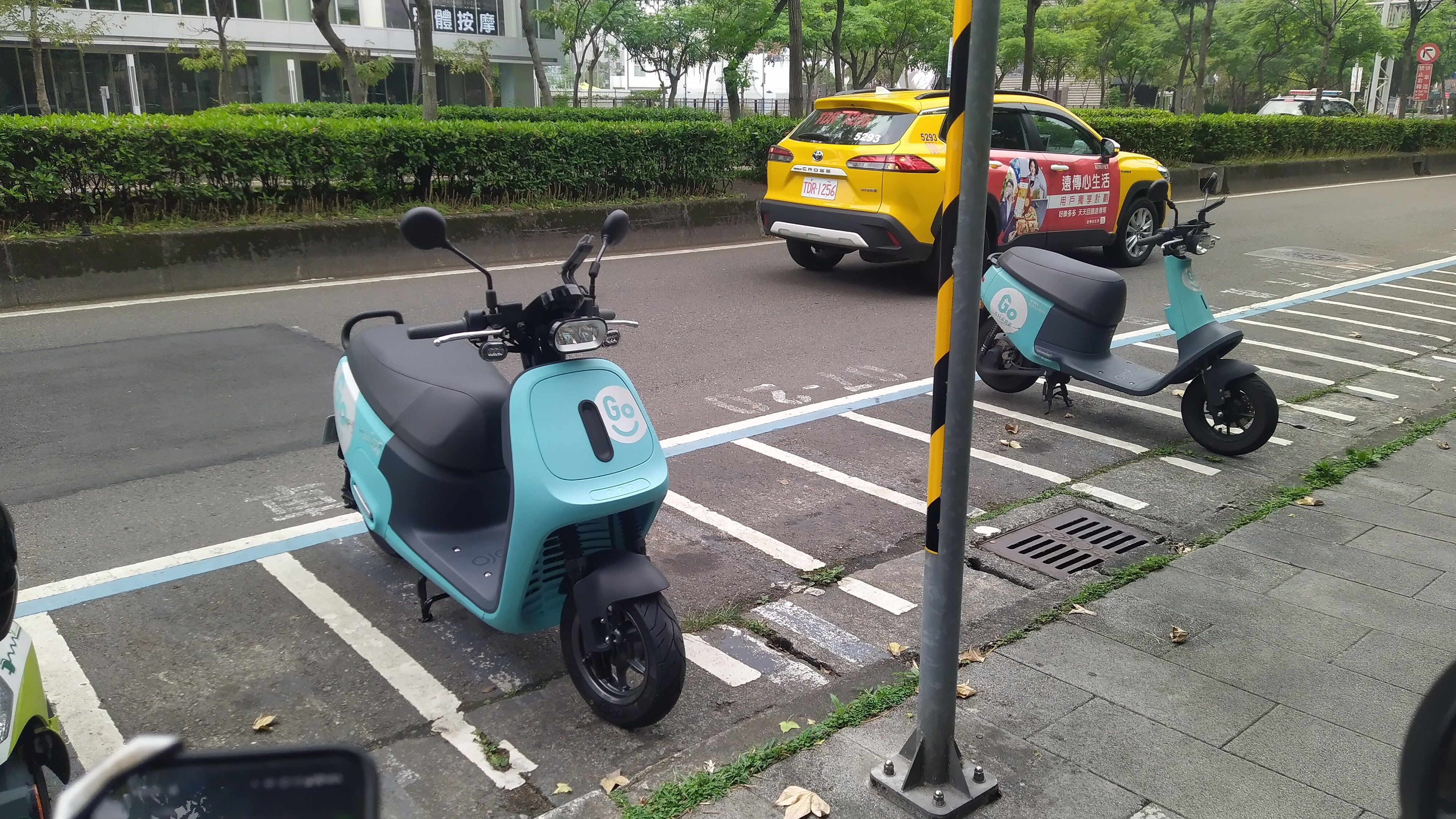
GoShare VIVA MIX（左）與Gogoro VIVA（右）

## 特色
由於 GoShare 使用的車款都具備Gogoro Network電池交換能力，實測可在營運區域外換電站更換電池，雖然資費上租金昂貴，但跨區騎乘（如高雄至台北）是可行的。藉由 Gogoro Network 能源網路的優勢，GoShare 更以回饋制度鼓勵使用者主動為其車輛更換電池，更換電池可享有新臺幣20元之折扣，當次可用，以減少派遣專責人員的次數，並有騎行挑戰功能，提供通勤族連續使用的優惠，但沒有車主的徽章收集機制。
GoShare 的商業模式亦不僅限於車輛出租，更跨業與餐廳合作，在使用者騎乘其車輛至指定餐廳用餐時，給予折扣。比如說2022年7月27至8月26日，全家聯手 GoShare 移動共享服務共推夏日好康，活動期間只要購買 Fami!ce 全家霜淇淋即可獲得 30 元 GoShare 騎乘金，也可使用全家會員點數兌換 GoShare 騎乘金。
GoShare 另有與不特定銀行合作推出的「小豬撲滿」活動，只要出租超過0元，可以累積一定兌換金加碼，成為正式的車主（購車也需用該銀行支付），目前PBGN僅開放gogoro車款可購買。

## 使用操作

### 臺灣
- 臺灣：臺灣用戶需先使用行動裝置下載GoShare的APP[17]，上傳國民身分證、機車駕照（若使用汽車駕照或普通輕型機車駕照，則僅能承租Gogoro VIVA車款），系統會透過臉部辨識技術即時認證，再綁定信用卡付款資訊即可開通使用權限。[18]
租車時，用戶可透APP內的互動式地圖尋找並預約車輛，到達車輛附近時再透過APP進行承租；或是直接掃描車身上的QR code、以手機感應黏貼於車身的NFC標籤（限定iPhone手機並使用Apple Pay付款）承租[18]。車廂內均提供兩頂安全帽，並在車廂中的坐墊收納包置有免洗帽套、纖維布等衛生和清潔用品。承租合約本身也涵有機車強制險、第三人責任險、駕駛人傷害險等交通保險[19]。使用完畢後，同樣透過APP進行還車操作。

### 海外
- 日本沖繩：GoShare在石垣島不提供隨租隨還的服務，承租人必須先行上網預約後，持日本駕照或日本官方認可的外國駕照及譯本至島上門市取車。GoShare在島上設有GoStation換電站，用戶可以自行更換電池；還車時也可以支付額外費用後直接將車輛停放於新石垣機場外。
- 印度尼西亞雅加达：由於印尼國內的交通使用習慣與臺灣不同，GoShare在雅加達並不直接提供用戶租借服務，而是與摩托車叫車平台合作，由司機租用車輛進行載客。

## 計價方式
車資費率以分鐘計價，前6分鐘收取固定單一費率，起步費用原價為20至30元（端看車種，目前Gogoro 2 、Gogoro 3 、Gogoro VIVA MIX與宏佳騰Ai-1 Comfort的租金為前6分鐘固定費率30元；Gogoro VIVA則為前6分鐘固定費率20元。），而後不論移動或是停車，每分鐘均以3元計價。GoShare DOTS則為前15分鐘收取固定單一費率，而後以每分鐘2.5元計價。

## 外部連結
- GoShare官網 （页面存档备份，存于）（繁體中文）
- GoShare的Facebook專頁（繁體中文）
- GoShare的Instagram帳戶
- 睿能數位服務股份有限公司—台灣公司資料 （页面存档备份，存于）